# Peter Bartoš
Peter Bartoš (Martin, 5 settembre 1973) è un ex hockeista su ghiaccio slovacco.

## Carriera

### Club
Nella sua lunghissima carriera ha giocato 1024 incontri nell'Extraliga slovacca (con le maglie di MHC Martin, HKm Zvolen e HC Kosice, e con questi ultimi ha vinto 5 titoli) e 294 nell'Extraliga ceca (con HC Dukla Trencin e České Budějovice).
Scelto dai Minnesota Wild al draft del 2000 al settimo giro, ha giocato la successiva stagione 2000-2001 in Nord America. Furono però solo 13 gli incontri in NHL: Bartoš giocò perlopiù con i Cleveland Lumberjacks, farm team dei Wild in International Hockey League.
Ha giocato per una stagione in Polonia con il KH Sanok.

### Nazionale
Ha vestito la maglia della nazionale slovacca in cinque edizioni del campionato mondiale (1996 e poi consecutivamente dal 1998 al 2001, con un argento conquistato nel 2000) e ad una della World Cup of Hockey (1996).

### Allenatore
Dopo il ritiro, è rimasto legato alla sua ultima squadra, il Kosice, che lo aveva scelto per entrare a far parte del team di allenatori delle giovanili. Durante la formazione, tuttavia, l'allenatore della prima squadra Milan Jancuska ed il suo assistente Jerguš Bača furono sollevati dall'incarico a causa degli scarsi risultati, venendo sostituiti il 3 gennaio 2018 rispettivamente da Marcel Simurda e dallo stesso Bastos, affiancato alcune settimane più tardi dall'ex allenatore dell'Orli Znojmo, Roman Simicek.

## Palmarès
- Campionato slovacco: 5

Kosice: 2008-2009, 2009-2010, 2010-2011, 2013-2014, 2014-2015
- Campionato mondiale:

 2000